# LYRM1
LYRM1 (англ. LYR motif containing 1) – білок, який кодується однойменним геном, розташованим у людей на 16-й хромосомі. Довжина поліпептидного ланцюга білка становить 122 амінокислот, а молекулярна маса — 14 282.
| 10         |  | 20         |  | 30         |  | 40         |  | 50         |
| ---------- |  | ---------- |  | ---------- |  | ---------- |  | ---------- |
| MTTATRQEVL |  | GLYRSIFRLA |  | RKWQATSGQM |  | EDTIKEKQYI |  | LNEARTLFRK |
| NKNLTDTDLI |  | KQCIDECTAR |  | IEIGLHYKIP |  | YPRPIHLPPM |  | GLTPLRGRGL |
| RSQEKLRKLS |  | KPVYLRSHDE |  | VS         |  |            |  |            |

A: Аланін

C: Цистеїн

D: Аспарагінова кислота

E: Глутамінова кислота

F: Фенілаланін

G: Гліцин

H: Гістидин

I: Ізолейцин

K: Лізин

L: Лейцин

M: Метіонін

N: Аспарагін

P: Пролін

Q: Глутамін

R: Аргінін

S: Серин

T: Треонін

V: Валін

W: Триптофан

Локалізований у ядрі.